# 放射線と公衆衛生プロジェクト
放射線と公衆衛生プロジェクト （ほうしゃせんとこうしゅうえいせいプロジェクト、Radiation and Public Health Project ; RPHP）は、統計学者・疫学者の ジェイ・M・グールド、ベンジャミン・A・ゴールドマン、 アーネスト・スターングラスによって1985年に設立された非営利の教育・科学団体である。主に「ジョセフ・J・マンガノの台所テーブルを中心とした事務所」を持つ「最小限の組織」は、低レベルの核放射線と公衆衛生との関係を調べ、 原子力の安全性に疑問を呈するために設立された。
このグループの活動は物議を醸しており、科学界の権威からはほとんど信用されていない。 同様に、RPHPの活動はアメリカ合衆国原子力規制委員会（NRC）からも批判されている。NRCは、RHPの研究にはほとんど、あるいは全く信憑性がないと判断している。2014年4月のポピュラーサイエンスの記事で、サラ・エプスタインは同グループの研究を「ジャンクサイエンス」と呼び、同グループの査読付き出版物は十分に査読されていないと異議を唱えた。

## 乳歯
ルイーズ・ライス博士とその同僚が乳歯調査の一環として収集した85,000本の歯が2001年に発見され、放射線と公衆衛生プロジェクト（RPHP）に提供された。RPHPは、歯の収集プロジェクトに参加した人たちを追跡調査し、後に50歳前にがんで死亡した子どもたちの歯の中には、ストロンチウム90が含まれていたとする結果を、2010年にInternational Journal of Health Serviceに発表した。
この論文は、ブルックヘブン国立研究所の保健物理学者で放射線防護の専門家であるスティーブン・ムソリノによって「相関関係と因果関係を混同している」として批判され、彼らの意見では論文の著者は「アイスクリームの疫学者」であるとしている。
国立がん研究所、国立衛生研究所、原子力規制委員会、原子力産業団体は、この研究には欠陥があるとの声明を出した。この研究はサンプルサイズが小さい、対照集団がない、他のがんリスク要因を考慮していない、環境サンプリングと分析を行っていない、結論に合わせてデータを選別（チェリーピッキング）している、ストロンチウム90の半減期が間違っている、と述べている。原子力規制委員会は、原子力施設周辺に住むことによる過剰な発がんリスクはないという意見を変えていない。

## 白血病の研究
この研究は、European Journal of Cancer Care誌の2008年版に掲載されたもので、1980年代後半に国立がん研究所によって行われた大規模な分析に異議を唱えている。マンガノとシャーマンの研究は、過去20年間に原子炉近くの米国の子供における白血病死亡率が（国の傾向に対して）急激に増加したことを発見した。死亡率の最大の上昇は最も古い原子力発電所の近くで起こり、1980年代と1990年代に永久に閉鎖された原発の近くでは減少が観察された。
米国と英国の他の研究では、原子力発電所が稼働を開始した後、その周辺でがんの発生率が減少したことを示している。

## 福島
福島第一原発事故の後、マンガノとシャーマンは日本からの放射性降下物がアメリカにもたらした有害な健康影響を主張するいくつかの記事を発表した。
2011年6月のCounterPunchの記事では、震災後10週間でアメリカ西海岸の乳児死亡率が震災前の4週間と比べて35％増加したと主張している。サイエンティフィック・アメリカンのマイケル・モイヤーは、彼らの主張は「意図的な誤りではないにせよ、決定的な欠陥がある」と述べ、この増加はこれらの特定の期間を選んだ場合のみ現れ、その年の全体的な数には何の傾向もないと指摘した。
2012年1月、彼らは福島からの放射性降下物により震災後の14週間に米国で13,983人が過剰に死亡したと主張した。この研究は、「前」と「後」のカテゴリーに異なる数の都市を含むこと、放射性降下物の多い都市ほど死亡者が少ないと報告されること、非常に微量の放射線で即死に至るもっともらしいメカニズムが存在しないことにより批判された。

2013年3月にOpen Journal of Pedriatricsに掲載された論文では、震災後の10ヶ月間にアメリカの5つの州で 先天性甲状腺機能低下症（CH）の症例が16%増加したと主張している。この研究は、ランダムな統計的変動から再び「傾向」を作り出し、TSHスコアのみに基づくCHの誤った定義を用いていると批判された。この論文が掲載された雑誌の出版社であるサイエンス・リサーチ・パブリッシングは、ハゲタカジャーナルと非難されている。
またマンガノは福島第一原発事故直後に、ウランを高熱で分裂させる過程で100以上の新たな化学物質ができ、それが大気や食物を通じて健康被害を起こす可能性があると指摘、「これらの物質がいったん人体に入れば、暴れ牛が陶器の店に入るような事態になる。人体で暴れ、正常な細胞を破壊する」と述べている。

## メンバー
- アーネスト・スターングラス　Dr. Ernest Sternglass　ピッツバーグ大学医学部放射線科名誉教授、放射線物理専攻
- ジョセフ・マンガノ  Joseph Mangano
- デイヴィッド・フリードスン  David Friedson
- ロバート・アルヴァレズ  Robert Alvarez
- ジュディス・ジョンスラッド  Judith Johnsrud
- カール・グロスマン  Karl Grossman  ニューヨーク州立大学教授、ジャーナリズム論
- クリスティー・ブリンクリー  Christie Brinkley
- ジャネット・シャーマン  Dr. Janette D. Sherman 内科専門医。2019年に認知症とアジソン病を併発して亡くなった[25]。
- ジェイ・マーティン・グールド  Dr. Jay M. Gould　統計学者、反原発運動家。2005年死去。[26]